# Electrisch model van waterlopen

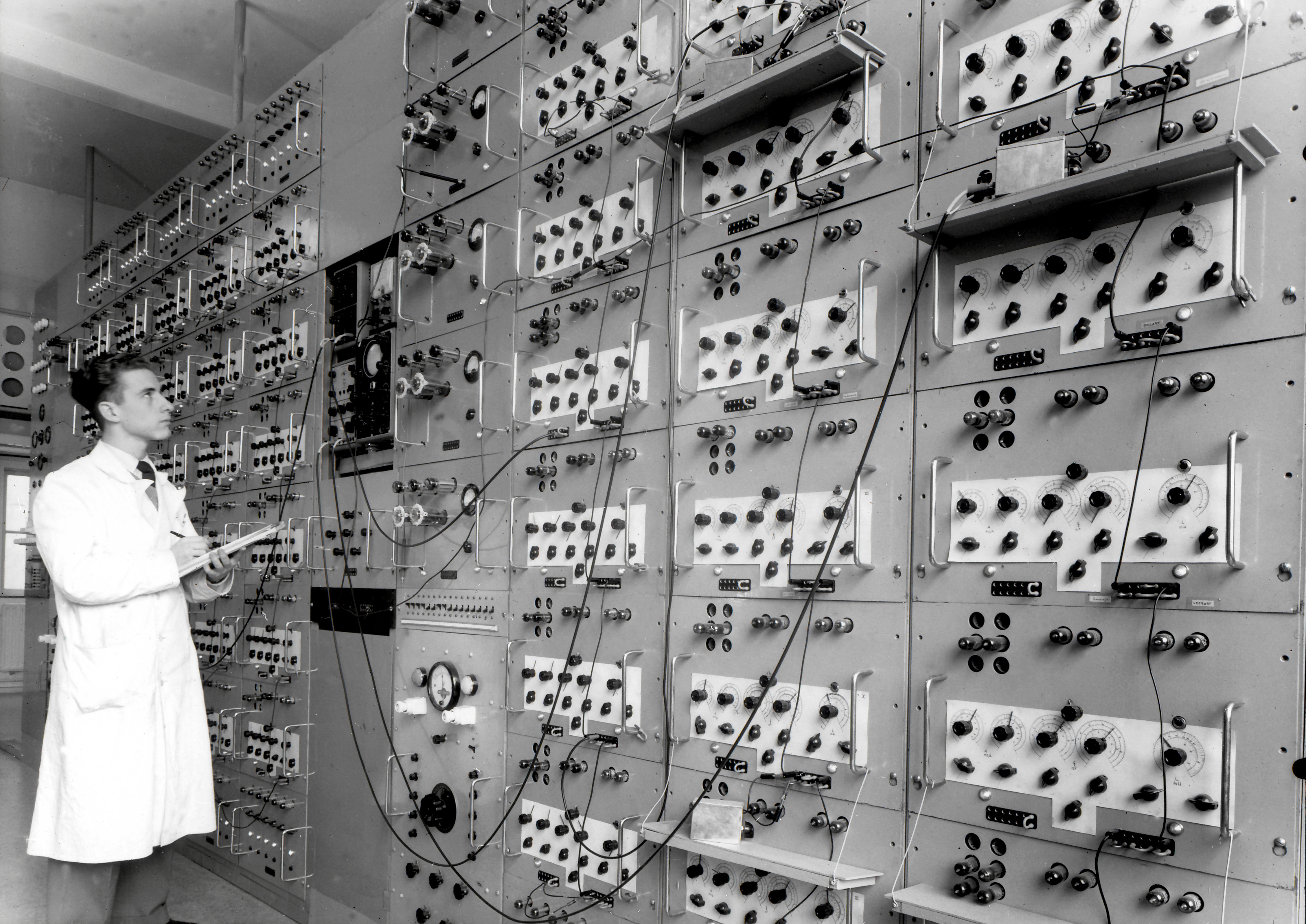
Het Electrisch model van waterlopen, opgesteld in het pand Fluwelen Burgwal 22 te Den Haag (Beeldarchief Rijkswaterstaat)

Het Electrisch model van waterlopen was een analoge computer die in het midden van de 20e eeuw door de Studiedienst en later door de Deltadienst van Rijkswaterstaat werd ingezet bij het berekenen van de waterbeweging in het Nederlandse benedenrivierengebied. De machine was in gebruik van 1954 t/m 1961.

## Geschiedenis
Getijdeberekening is een complexe materie, waarover berekeningen voor de komst van de digitale computer voornamelijk handmatig geschiedden en daardoor zeer tijdrovend waren. Teneinde de tijd benodigd voor het oplossen van getijdevraagstukken substantieel te verminderen zochten waterbouwkundigen naar snellere oplossingen. Dr. ir. Johan van Veen, waterbouwkundige bij Rijkswaterstaat, speelde hierbij een voortrekkersrol. Bij het onderbouwen van plannen voor de verbetering van de veiligheid van Nederland voelden hij en anderen zich gehinderd door de trage beantwoording van de vele vragen. Een oplossing dacht Van Veen te vinden in het doen uitvoeren van getijdeberekeningen met behulp de elektrisch-hydraulische analogie. Bij deze berekeningsmethodiek wordt gebruikgemaakt van de analogie die er bestaat tussen de waterstroom door een rivier en de elektrische stroom door een geleider.
In 1937 publiceerde hij over deze rekenmethode het artikel: "Getijstroomberekening met behulp van wetten analoog aan die van Ohm en Kirchhoff". en in een artikel van Jan van den Ende uit 1992.
In de oorlogsjaren lukt het Van Veen en de zijnen om in het laboratorium van de AVRO een werkend model van de rivier de Lek te realiseren. Een tweede proef werd uitgevoerd in het laboratorium van de PTT in Den Haag. De verslagen van deze en volgende proeven zijn bewaard gebleven in het archief van Rijkswaterstaat.

De inspanningen leidden uiteindelijk tot het ontwerp van het Electrisch model van waterlopen. In 1954 werd het model opgeleverd. Bij gebrek een geschikte ruimte werd de omvangrijke installatie opgesteld in de bibliotheekzaal van het gebouw van de Orde van Vrijmetselaren aan de Fluwelen Burgwal te Den Haag.
Na de voltooiing van het analogon bleek het de werkelijkheid redelijk goed weer te geven en is door de heren Stroband en Dronkers regelmatig advies gegeven ten behoeve van de waterhuishouding van de Nederlandse kust. Omdat in de gebruikte formules de constanten nog niet afhankelijk waren van de waterstandhoogte zijn deze beperkingen aanleiding voor de aanzet van een nieuw model. Dr. ir. Schönfeld heeft daartoe een belangrijke rol gespeeld. Om die reden, maar ook om aan het omvangrijke rekenwerk ten behoeve van de Deltawerken het hoofd te kunnen bieden nam Rijkswaterstaat al in 1955 het initiatief tot de bouw van een nieuwe (verbeterde) analoge computer. Deze machine, genaamd Deltar (Delta Tij Analoge Rekenmachine), werd in 1961 in gebruik gesteld. 
Na instelling van de Deltadienst op 1 april 1956 kwam het model in beheer bij Waterloopkundige afdeling van die dienst. De meetresultaten zijn vooral in de laatste jaren voor 1961 gebruikt (onder anderen door dr. ir. Schönfeld) om kennis op te bouwen ten behoeve van de Deltar. In 1961 werd de apparatuur buiten bedrijf gesteld en vervolgens gesloopt. Waarschijnlijk zijn er geen onderdelen bewaard gebleven.

## Het model
Het model was opgebouwd uit:
- het analoge rekenhart: een keten van circa 70 rekeneenheden (Π-schakelingen). Ieder van die rekeneenheden representeerde een riviervak en bevatte versterkers waarmee hydraulische geleiding (weerstand, ohm), komberging (capaciteit, farad) en traagheid (zelfinductie, henry) kon worden ingesteld;
- de randvoorwaardeapparatuur: wisselspanningsgeneratoren en gelijkstroombronnen voor het simuleren van respectievelijk getijbeweging en oppervlaktewaterafvoer;
- registratieapparatuur: onder andere een elektronenstraaloscillograaf en bijbehorende elektronenschakelaar (de laatste maakte het mogelijk meerdere golfvormen op één scherm zichtbaar te maken);
- voedingsapparatuur benodigd voor de gloeistroom en plaatspanning van de in de rekeneenheden toegepaste elektronenbuizen.

Rapport 541031 “Metingen verricht aan een elektrisch model van waterlopen” (Technisch Physische Dienst T.N.O. en T.H) geeft het elektronisch schema van de rekeneenheden alsook een summiere beschrijving van de werking van het systeem. Voor zover bekend zijn er geen geschreven bronnen over de bouw van het model.